# Théologie de la Lumière
 (mai 2025).

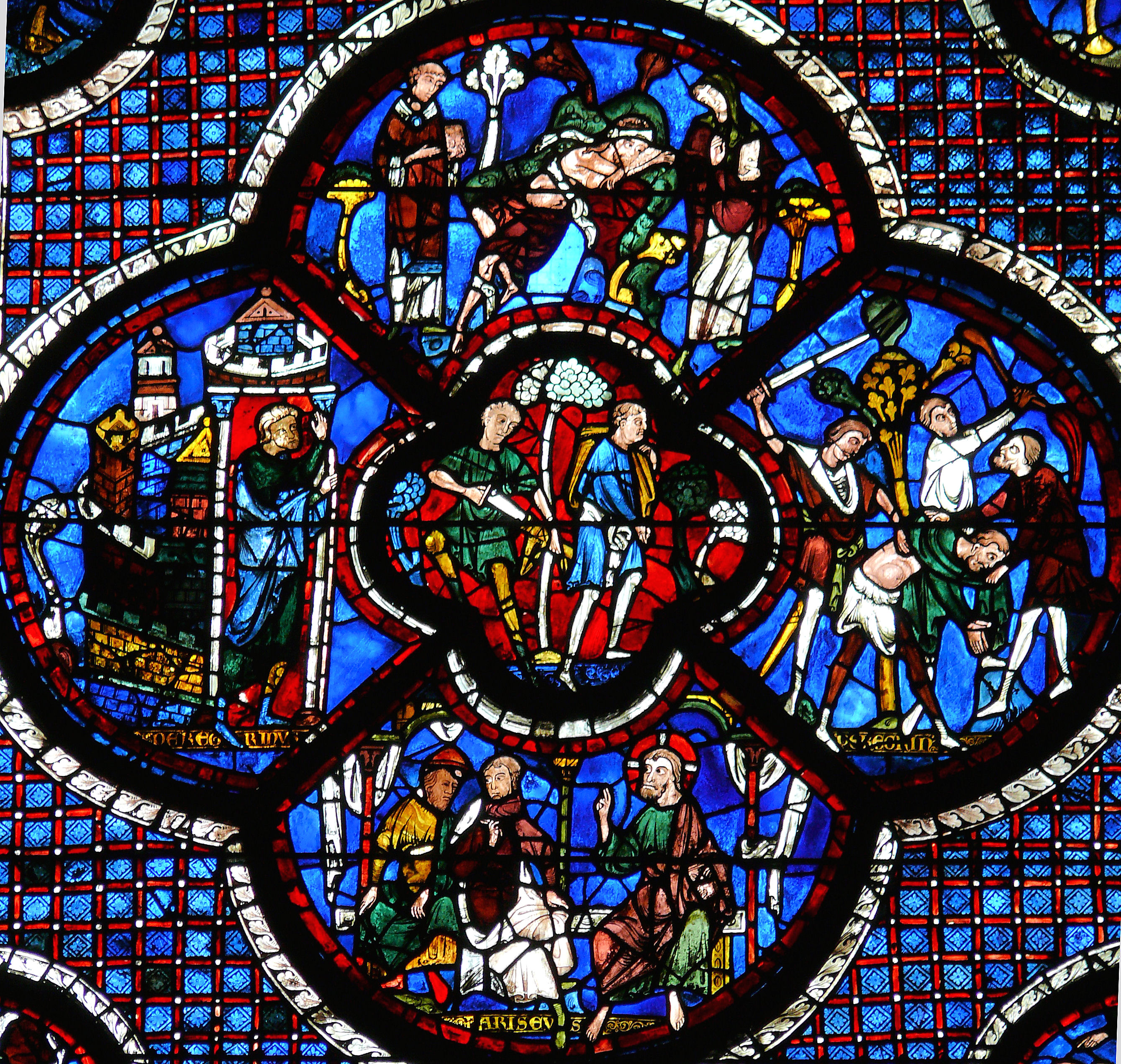
Vitrail de la Parabole du bon Samaritain dans la cathédrale de Chartres

La théologie de la Lumière est une théologie qui s'est exprimée dans l'architecture dite « gothique », et qui a guidé la conception des cathédrales gothiques en Occident.

## Présentation
Le prototype de cette conception est la basilique Saint-Denis, conçue au XIIe siècle par Suger, proche conseiller de Louis VI.
Georges Duby, dans le Temps des cathédrales (1975), décrit sous l'angle artistique, la théologie de la Lumière. Vitellion, un moine et philosophe du XIIIe siècle qui a beaucoup travaillé sur l'optique, distingue deux sortes de lumières : la lumière divine, qui est Dieu, et la lumière physique qui est la manifestation de Dieu. Laisser entrer la lumière dans une église, c'est donc laisser entrer Dieu, car dans cette théologie, la lumière est chargée d'une force symbolique. 
D'autre part, au Moyen Âge, les vitraux des églises présentent des scènes de l'Ancien Testament et du Nouveau Testament, de la vie des saints ou encore de la vie quotidienne. Ils sont ainsi un équivalent illustré du catéchisme moderne. Grâce aux vitraux (et à la sculpture), la population, qui était largement analphabète, pouvait accéder aux enseignements de la Bible.
Lorsque la lumière du ciel (physique) passe à travers les vitraux, elle se charge symboliquement d'une manifestation divine. Les vitraux sont chargés de transformer la lumière physique en lumière divine, autrement dit de faire entrer la présence divine dans l'église.
Les manifestations les plus éclatantes de la théologie de la Lumière apparaissent dans les vitraux de Bourges et les vitraux de Chartres.

## Source
Georges Duby, Le Temps des cathédrales : l'art et la société (980 – 1420), Paris, Gallimard, 1976.